# Klapý
Klapý (deutsch Klapay, älter auch Klappay, Cleppin) ist eine Gemeinde im Okres Litoměřice in Tschechien.
Die Gemeinde liegt am Fuße des Berges Hazmburk (deutsch Hasenburg), einem der markantesten Berge des Böhmischen Mittelgebirges, der von der Ruine der gotischen Burg Hazmburk (Hasenburg) gekrönt wird.
Durch Klapý fließt die Rosovka (deutsch Kleiner Modelbach), ein linker Nebenfluss der Ohře (deutsch: Eger).
Die Muren von 1898 und 1900 führten in dem Dorf zu großen Zerstörungen.